# Paul Goldberger
Paul Goldberger (4 de diciembre de 1950, Passaic, Estados Unidos) es un arquitecto, periodista, crítico de arquitectura y educador estadounidense, y redactor de la revista Vanity Fair. De 1997 a 2011 fue el crítico de arquitectura para The New Yorker, donde escribió la famosa columna "Sky Line". Ostenta la cátedra Joseph Urbain de Diseño y Arquitectura en The New School en Nueva York. Anteriormente fue decano de la Parsons The New School for Design, una división de The New School. El Huffington Post ha dicho que es «posiblemente la principal figura en la crítica de arquitectura».